# Планета Јупитеровог типа
Гасовити џин или планета Јупитеровог типа је врста планете која, за разлику од камених или терестричких планета, нема јасно дефинисану површину. Због тога није могуће на једноставан начин дефинисати обим, површину, запремину и површинску температуру, па се за обим узима онај који је видљив са Земље или се дефинише као обим планете на којој влада одређени атмосферски притисак (нпр. једнак оном на површини Земље). Гасовити џинови су састављени првенствено од гасова, а могу имати и камено или метално језгро. Верује се да је чврсто језгро нужно за формирање ових планета, па је вероватно сви гасовити џинови имају. Већина масе гасовитог џина је гас (или гас који је под притиском прешао у течно стање).
Гасовити џин је џиновска планета састављена углавном од водоника и хелијума. Гасни гиганти се називају и неуспелим звездама, јер садрже исте основне елементе као и звезда. Јупитер и Сатурн су гасовити дивови Сунчевог система. Термин „гасни гигант“ је првобитно био синоним за „џиновска планета“, али је 1990-их постало познато да су Уран и Нептун заправо посебна класа џиновских планета, које се углавном састоје од тежих испарљивих супстанци (које се називају „ледовима”). Из тог разлога, Уран и Нептун се сада често сврставају у посебну категорију ледених дивова.
Јупитер и Сатурн се углавном састоје од водоника и хелијума, а тежи елементи чине између 3-13 процената масе. Сматра се да се састоје од спољашњег слоја компримованог молекуларног водоника који окружује слој течног металног водоника, са вероватно растопљеним стеновитим језгром унутра. Најудаљенији део њихове атмосфере водоника садржи много слојева видљивих облака који се углавном састоје од воде и амонијака. Слој металног водоника који се налази у средини унутрашњости чини највећи део сваког гасног гиганта и назива се „металним“ јер веома велики атмосферски притисак претвара водоник у електрични проводник. Сматра се да се језгра гасних гиганата састоје од тежих елемената на тако високим температурама (20.000 K) и притисцима да њихова својства још нису у потпуности схваћена.
Расправља се о дефинитивним разликама између смеђег патуљака веома мале масе (који може имати масу чак 13 пута већу од Јупитера) и гасног гиганта. Једна школа мишљења заснива се на формацији; друга, на физици унутрашњости. Део дебате се односи на то да ли су смеђи патуљци, по дефиницији, морали да доживе нуклеарну фузију у неком тренутку своје историје.

## Гасовити џинови Сунчевог система
У Сунчевом систему се налазе 4 гасовита џина: Јупитер, Сатурн, Уран и Нептун. Ове се 4 планете често називају и планете Јупитеровог типа.
Научници често планете Уран и Нептун сврставају у посебну подкласу планета — ледене џинове или уранске планете, због чињенице да су састављени углавном од леда и стена, као и гаса, за разлику од „класичних“ гасовитих џинова као што су Јупитер и Сатурн. Уран и Нептун имају много мањи удео водоника и хелијума због њихове веће удаљености од Сунца.

## Терминологија
Израз „гасовити џин“ сковао је Џејмс Блиш, писац научне фантастике. Израз је заправо погрешан, јер су ове планете већином у текућем стању. Осим чврстих материја у језгру и горњим слојевима атмосфере, сва материја је изнад критичне тачке, где не постоји разлика између течности и гасова. Овај израз се ипак усталио, јер планетарни научници обично користе „камен”, „гас” и „лед” као скраћеницу за класе елемената и једињења која се обично налазе као планетарни састојци, без обзира у којој фази се материја може појавити. 
Код Урана и Нептуна су гасовите атмосфере поприлично танке и дебеле су тек око 1% обима планете. Аргумент у прилог овом називу је чињеница да у хемијском саставу Јупитера и Сатурна доминирају водоник и хелијум, који су при мањем притиску и при температурама које владају у том делу Сунчевог система у гасовитом стању. У планетолошкој терминологији, појмови „стена“, „гас“ и „лед“ се користе за означавање класа елемената и хемијских спојева који чине тела Сунчевог система, без обзира у којем се агрегатном стању налазе.
У спољашњем Сунчевом систему, водоник и хелијум су „гасови“, вода, метан и амонијак су у облику леда, а силикати су „стене“. Кад се говори о дубоким унутрашњостима планета, често се под „ледом“ подразумевају кисеоник и угљеник, под „стенама“ силикати, а под „гасом“ водоник и хелијум. Узевши у обзир ову терминологију, неки астрономи Уран и Нептун називају заједничким именом „ледени џинови“, због велике количине „леда“ (у текућем стању) у њиховој унутрашњости. У овој терминологији, пошто су Уран и Нептун првенствено састављени од леда, а не од гаса, они се чешће називају леденим дивовима и разликују се од гасних дивова.

## Екстрасоларни гасовити џинови
Услед чињенице да је велике планете много лакше пронаћи од малих, скоро све планете пронађене у орбитама око других звезда су гасовити џинови. Већина ових планета је толико близу матичним звездама да су им температуре неупоредиво веће од оних које налазимо код јовијанских планета. Због тога се верује да те планете спадају у неку сасвим нову класу планета. Кад се узме у обзир хемијски састав свемира (више од 90% отпада на водоник), мало је вероватно да ће се пронаћи камена планета масе Јупитера. С друге стране, досадашњи модели формирања планетарних система су указивали на немогућност настајања гасовитих џинова на тако малим удаљеностима какве су забележене код већ откривених планета.

### Хладни гасни гиганти
Хладни гасни гигант богат водоником, масивнији од Јупитера, али мањи од око 500 M🜨 (1.6 MJ) биће само нешто већи по запремини од Јупитера. За масе веће од 500 M🜨, гравитација ће узроковати да се планета смањи (види дегенерисана материја).
Келвин-Хелмхолцово загревање може проузроковати да гасни гигант зрачи више енергије него што прима од звезде домаћина.

### Гасни патуљци
Иако се речи „гас“ и „џин“ често комбинују, водоничне планете не морају бити тако велике као познати гасовити дивови из Сунчевог система. Међутим, мање гасовите планете и планете ближе својој звезди ће изгубити атмосферску масу брже кроз хидродинамичко бекство него веће и удаљеније планете.
Гасни патуљак би се могао дефинисати као планета са стеновитим језгром која је акумулирала дебели омотач водоника, хелијума и других испарљивих материја, што има за резултат укупан радијус између 1,7 и 3,9 Земљиних радијуса.
Најмања позната екстрасоларна планета која је вероватно „гасна планета“ је Кеплер-138д, која има исту масу као Земља, али је 60% већа и стога има густину која указује на дебели гасни омотач.
Гасна планета мале масе и даље може имати радијус који подсећа на гасни гигант ако има одговарајућу температуру.